# Воцис, Николаос
Николаос Воцис (греч. Νικόλαος Βότσης; 1877, Идра — 1931, Афины) — греческий морской офицер прославившийся в Первой Балканской войне, в дальнейшем адмирал.

## Биография
Воцис родился на острове Идра в семье, члены которой участвовали в Освободительной войне Греции 1821—1829 годов. Он закончил Греческое Военно-морское училище, после чего в 1904—1906 годах продолжил свою стажировку в ВМФ Франции.
В начале Первой Балканской войны, в октябре 1912 года, Воцис имел звание лейтенанта и ему было доверено командование миноносцем −11. Миноносец к тому времени был старый, он принадлежал к группе миноносцев построенных в немецком тогда Щецине в 1884 году.

### Потопление Фетхи Булента

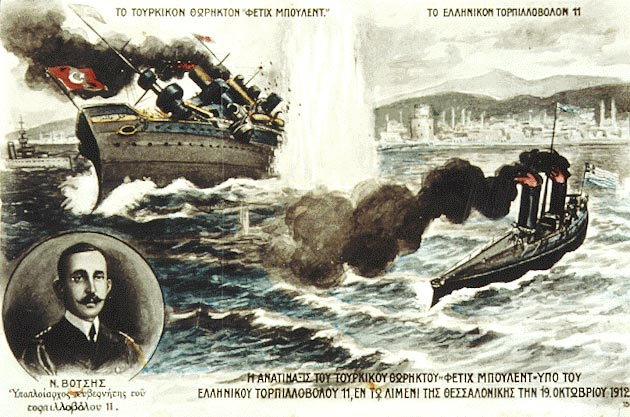
Литография «Потопление Фетхи Булента». В нижнем левом углу портрет Николаоса Воциса.

Выйдя из своей базы в Литохоро у подножья горы Олимп 31 октября 1912 года, Воцис направил свой корабль в гавань города Салоники, бывшего тогда в пределах Османской империи.
Внутри гавани, защищенной минными полями и береговыми батареями, находился окруженный четырьмя буксирами турецкий броненосец «Фетхи Булент». Это было старое судно сомнительной боеспособности. К тому же, его орудия были демонтированы для укрепления береговых батарей.
Согласно описанию самого Воциса, он избежал прожекторы крепости Карабурну при входе в гавань и в 23:20 «Фетхи Булент» был под прицелом.
Продолжая ход на не ожидавшее атаку судно и подойдя ближе, он пустил правую торпеду в 23:35 с дистанции 150 м, а затем левую торпеду.
После того как он развернул свой корабль, была запущена торпеда с палубы, но она поразила причал.
В то время как торпеды поражали «Фетхи Булент», Воцис уходил на полной скорости рассчитывая, что при малой осадке миноносца, он сможет проскочить над минными полями и уйти в греческие воды.
«Фетхи Булент» пошёл быстро на дно. Его потери составили только 7 моряков, поскольку большая часть экипажа обслуживала береговые батареи.
Потопление «Фетхи Булента» не имело большого военного значения. Куда большим было его психологическое значение для греческого населения Македонии и её столицы, города Салоники, ожидавшего освобождения от греческой армии и флота а также для деморализации турок.
С этой торпедной атаки начался счет греческих побед на море в ходе Первой Балканской войны. В значительной мере это объясняет почему имя Воциса стало всенародно известно и встало в один ряд с легендарными брандеристами Освободительной войны 1821—1829 годов.
- Спустя 2 недели, 12/25 ноября 1912 года, капитан-лейтенант Аргиропулос, Периклис, командуя миноносцем−14, повторил успех Воциса и потопил в порту малоазийского города Айвалык турецкую канонерку «Трапезунд».

### Дальнейшая карьера
Получив повышение в командоры, Воцис принял командование захваченного турецкого торпедного катера «Анталья», который был переименован в «Никополис».
По окончании Балканских и Первой мировой войн, Воцис принял в 1920 году командование броненосцем Килкис. В 1921 году он был назначен греческим представителем в Союзной миссии в находившимся под контролем союзников Константинополе, где он оставался до 1922 года. После Малоазийской катастрофы и выражая своё несогласие с военным переворотом сентября 1922 года, произведённым сторонниками Элефтериос Венизелоса против правительства монархистов, он подал в отставку в звании адмирала.
Умер Воцис в Афинах в 1931 году.

## Память

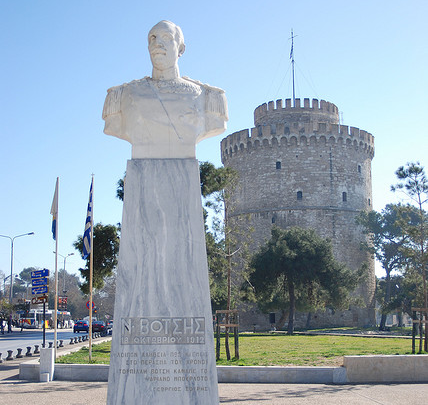
Скульптор Димитриадис, Георгиос, бюст Воциса перед Белой башней в Салониках

- В 1934 году в Салониках перед Белой башней установлен мраморный бюст Воциса.
- Ракетный катер греческого ВМФ класса Комбатант носит его имя.